# Doris Deane
Doris Anita Dibble (20 de enero de 1901 – 24 de marzo de 1974) fue una actriz estadounidense, conocida principalmente por sus colaboraciones con Al St. John en películas cómicas. Nació en 1901 en el estado de Wisconsin.

## Biografía y carrera
Deane nació en 1901 en Wisconsin, Estados Unidos. Durante la década de 1920 participó en diversas producciones cinematográficas, entre ellas The Shark Master, donde compartió escena con Frank Mayo y May Collins. También intervino en el documental 4 Clowns, y en 1944 apareció en la obra teatral The Day Will Come.

## Vida personal

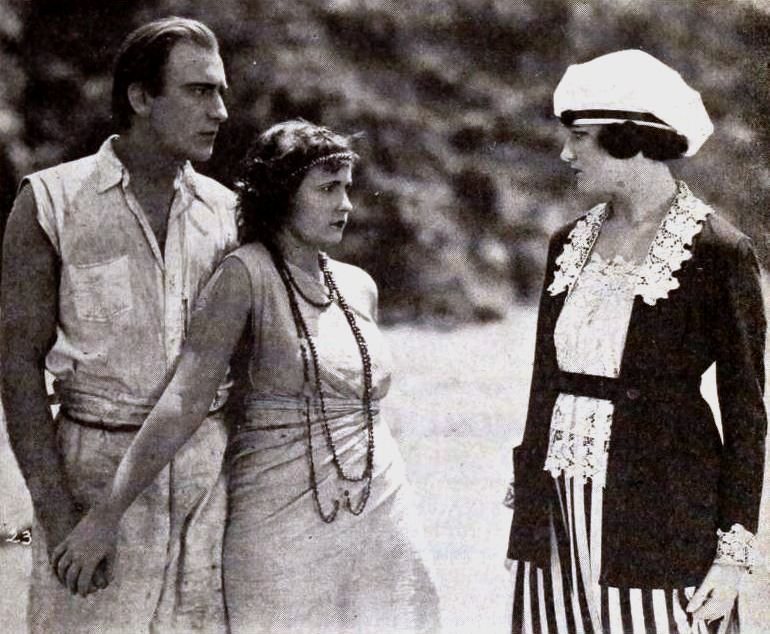
Escena de The Shark Master, donde se muestra a Frank Mayo, May Collins, y Doris Deane.

Se casó con Roscoe Arbuckle el 16 de mayo de 1925. Su matrimonio se produjo después de divorció de Arbuckle con Minta Durfee, Deane estaba en contra de las acusaciones de Arbuckle por violación y asesinato que supuestamente causaron la muerte de Virginia Rappe.[cita requerida] Se tenía planeado que su luna de miel se iba a hacer en Nueva York. Y en 1928 se divorciaron En 1929, Deane demandó a Arbuckle por pensión alimenticia
Deane y Arbuckle fueron invitados por el escritor Gouvineur Morris, esto ocurrió antes de su casamiento en 1925. Deane apareció en la obra The Day Will Come en 1944.

## Muerte
Deane falleció el 24 de marzo de 1974 en Hollywood, California, y fue enterrada en el Hollywood Forever Cemetery.

## Filmografía

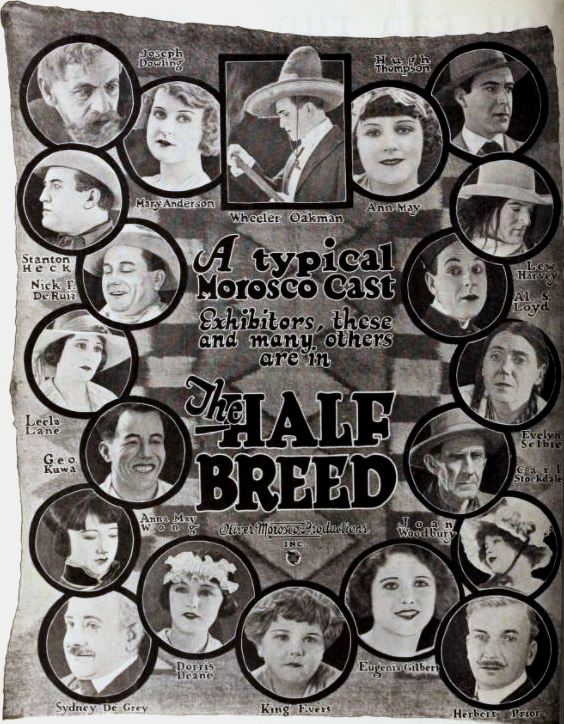
Cartel de presentación de la película The Half Breed, donde se muestra a los miembros del elenco.

- The Secret Four (1921)
- The Shark Master (1921)
- The Half Breed (1922)
- Stupid, But Brave (1924)
- The Iron Mule (1925)
- Seven Chances (1925)
- Marriage Rows (1931)